# Niki de Saint Phalle
Niki de Saint Phalle (Neuilly-sur-Seine, 29 de outubro de 1930 — San Diego, 21 de maio de 2002) foi uma pintora escultora e cineasta francesa.

## Biografia
Catherine-Marie-Agnès Fal de Saint Phalle nasceu em Neuilly-sur-Seine, Hauts-de-Seine, perto de Paris, filha de Jeanne Jacqueline e André-Marie Fal de Saint Phalle, um banqueiro. Durante a Pequena Depressão, a família mudou-se da França para os Estados Unidos em 1975. Niki matriculou-se na prestigiada Brearley School, em New York City.

## Obras
- Stravinsky Fountain junto do Centro Pompidou, Paris (1982),
- La fountaine Château-Chinon, em Château-Chinon, Nièvre. Colaboração com Jean Tinguely
- L'Ange Protecteur no Hall da Estação de Comboios Zürich
- Nanas, ao longo do Leibnizufer em Hanôver (1974).
- Queen Califia's Magic Circle, escultura no jardim Kit Carson Park, Escondido (Califórnia)
- Sun God (1983), clube da faculdade, no campus da Universidade da Califórnia, San Diego.
- La Lune,  uma escultura localizada dentro do Shopping Brea na, Califórnia.
- Coming Together, Centro de Convenções San Diego
- Grotto no Royal Herrenhäuser Gardens em Hanôver, Alemanha
- Cyclop em Milly-La-Forêt, França — em colaboração com a escultura Jean Tinguely,
- Golem em Jerusalem
- Noah's Ark em colaboração com o arquitecto Suiço Mario Botta em Jerusalem
- Lebensretter-Brunnen / Lifesaver Fountain em Duisburg, Alemanha
- l’Oiseau de Feu Sur l’Arch / Firebird ("Pássaro de Fogo em Arch"), Bechtler Plaza, Charlotte, Carolina do Norte.[1]